# Eixample

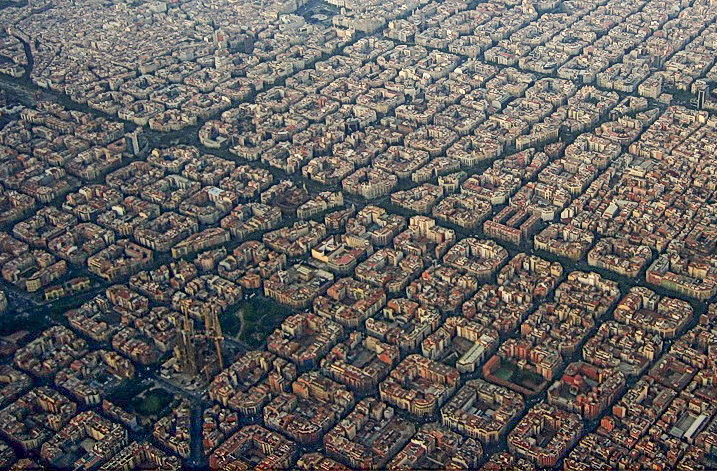
Luftaufnahme des Eixample

Die moderne Planstadt Eixample [əˈʃamplə] (katalanisch für Erweiterung, spanisch Ensanche [enˈsantʃe]) ist der zweite Stadtbezirk der katalanischen Hauptstadt Barcelona. Sie ist für ihre quadratischen Häuserblocks mit abgeschrägten Ecken (katalanisch Xamfrans, spanisch Chaflanes) und vielen Modernisme-Bauten bekannt. Auf einer Fläche von 7,46 Quadratkilometern beherbergt sie 265.785 Menschen (2010); somit macht sie die Bevölkerungsdichte von über 35.800 Einw./km² zu einem der am dichtesten besiedelten Orte in Europa.

## Geografie
Der Eixample ist der zweite der zehn Stadtbezirke Barcelonas und liegt zentral, fast mittig im Stadtgefüge. Es bestehen Grenzen zu sieben Nachbarbezirken: Im Norden liegen Gràcia und Horta-Guinardó, im Osten schließen sich der Bezirk Sant Martí und die Ciutat Vella (Altstadt) an, im Süden liegt der Bezirk Sants-Montjuïc und im Westen grenzt der Eixample an die Stadtbezirke Les Corts und Sarrià-Sant Gervasi.

## Stadtviertel innerhalb des Bezirks
Der Stadtbezirk Eixample ist unterteilt in 6 Stadtviertel:
| Code | Name                            | Einwohner (2009) | Fläche (ha) | Einwohnerdichte (Personen/ha) |
| ---- | ------------------------------- | ---------------- | ----------- | ----------------------------- |
| 05   | Fort Pienc                      | 33.202           | 92,9        | 357,4                         |
| 06   | Sagrada Família                 | 52.890           | 105,1       | 503,2                         |
| 07   | Dreta de l’Eixample             | 43.609           | 212,3       | 205,4                         |
| 08   | L’Antiga Esquerra de l’Eixample | 42.183           | 123,5       | 341,7                         |
| 09   | La Nova Esquerra de l’Eixample  | 58.559           | 133,8       | 437,8                         |
| 10   | Sant Antoni                     | 38.742           | 80,1        | 483,7                         |
| II   | Eixample                        | 269.185          | 747,7       | 360,0                         |

Viertel

Auch wenn der Eixample als Planstadt eine baulich-architektonische äußerst homogene Einheit bildet, haben sich im Laufe der Zeit verschiedene Stadtviertelbezeichnungen entwickelt. In der alltäglichen Sprache der Bewohner wird häufig von der linken (Esquerra de l’Eixample) und rechten (Dreta de l’Eixample) Seite des Eixample gesprochen, wobei für die meisten Bewohner der Prachtboulevard Passeig de Gràcia als „Grenzlinie“ gilt. Administrativ und statistisch liegt diese jedoch in der Mitte der Straße Balmes, zwei Häuserblöcke weiter im Süden. Das wohl bekannteste Stadtviertel innerhalb des Stadtbezirks ist Sagrada Família, in dessen Mitte sich die gleichnamige, immer noch im Bau befindliche Kirche befindet. In jüngerer Zeit hat sich zudem die Bezeichnung „Gaixample“ für einen Teil des Eixamples entwickelt, in dem sich eine hohe Konzentration von Einrichtungen der schwulen und lesbischen Subkultur angesiedelt hat. Dieser ist jedoch kein offizieller Stadtteil.

## Entstehungsgeschichte

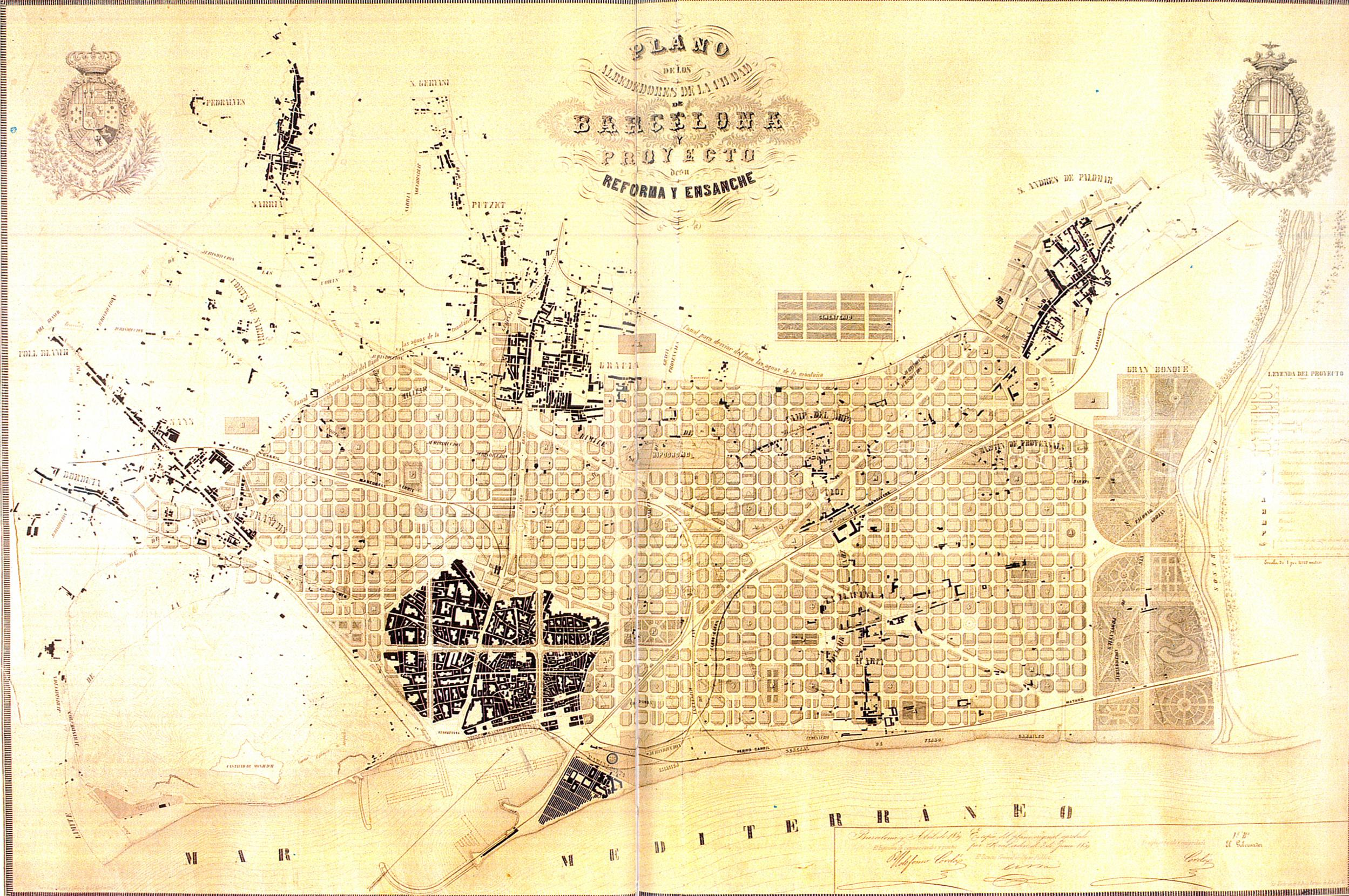
Originalplan von 1859

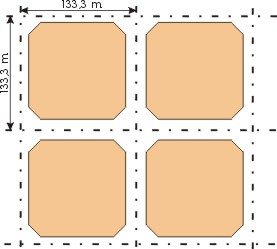
Das Blockkonzept mit den Xamfrans, den abgeschrägten Straßenecken

Mitte des 19. Jahrhunderts machten die Enge der immer noch von Mauern umgebenen Stadt Barcelona und eine Welle von Immigranten die Lebensverhältnisse der Bewohner unerträglich. Die Missstände wurden von verschiedenen Wissenschaftlern und Politikern angeprangert und der Abriss der längst obsolet erscheinenden Stadtmauern und eine den Erkenntnissen der Zeit angepasste Erweiterung und der Umbau der bestehenden Stadtviertel gefordert.
Auch die Zentralregierung in Madrid und die Stadtverwaltung Barcelonas erkannten die Notwendigkeit des Eingreifens und verständigten sich auf den Bau einer Stadterweiterung Richtung Serra de Collserola. Der katalanische Architekt und Baumeister Ildefons Cerdà stellte 1855 ein erstes Planwerk dazu in Madrid vor und erhielt 1859 eine staatliche Genehmigung für sein Projekt des Eixample, die 1860 endgültig offiziell bestätigt wurde. Somit war zwar die physische Struktur der Erweiterung Barcelonas festgelegt, aber im Bemühen Madrids, mit der Stadtverwaltung Barcelonas zu einem Einverständnis über die Planung und Ausführung zu kommen, wurden viele der Vorschläge Cerdàs hinsichtlich Gestaltung, Nutzung und ökonomischer Verwertung der Parzellen und Gebäude in der praktischen Umsetzung nicht mehr berücksichtigt.
Cerdàs Plano de los Alrededores de la Ciudad de Barcelona y Proyecto de su Reforma y Ensanche (‚Plan der Umgebung der Stadt Barcelona und Projekt zu ihrer Sanierung und Erweiterung‘) sah die rasterförmige Erweiterung der Stadt in Richtung der Berge unter Eingemeindung mehrerer kleiner Dörfer vor. Die quadratischen Blocks mit abgeschrägten Ecken (auf Katalanisch xamfrà genannt) hatten eine Kantenlänge von 133 Metern und wurden unterteilt von 20 Meter breiten Straßen. Vorgesehen waren vier Magistralen, die eine Breite von 50 Metern haben sollten: die Gran Via, die das Eixample horizontal teilt und die beiden Flussbereiche des Llobregat und Besòs miteinander verbindet; die Avinguda Diagonal, die eine diagonale Verbindung von den Bergen des Collserola kommend bis zum Meer schafft; die Avinguda Meridiana, die den Nordosten erschließt und in ihrer Verlängerung bis zum Hafen führt; und schließlich die Achse der Avinguda Paral·lel, die entlang des Fußes von Montjuïc den nordwestlichen Teil des Eixample an das alte Zentrum anbindet. Dabei lag die Avinguda Meridiana parallel zum Nullmeridian und die Avinguda Paral·lel parallel zum Äquator.
Die alten Stadtviertel sollten ebenfalls erneuert werden, u. a. durch die Anlage neuer Straßen, die Breschen in die vorhandenen Strukturen schlagen. Die Vernetzung des Eixample mit der Altstadt blieb in dem Entwurf problematisch und wurde später vom – im Wettbewerb um den besten Entwurf zur Stadterweiterung noch unterlegenen – Stadtarchitekten Antoni Rovira i Trias durch einen Ringboulevard mit mehreren Plätzen gelöst.
Die Blocks in Cerdàs Konzept sollten nur an maximal zwei Seiten, bis höchstens 50 Prozent und bis zu fünf Stockwerken (d. h. bis zu einer Höhe von 16 Metern) bebaut werden; in ihrer Mitte sah er Grünflächen vor. Als Bebauungsformen für Wohnblocks schlug er zwei Varianten vor: eine Bebauung in Form eines L, wobei jeweils vier Blocks ein größeres Ensemble mit einem großen Park zwischen ihnen bilden; eine Bebauung mit zwei parallelen Gebäuden und einer zu beiden Seiten offenen Freifläche. Einzelne Blocks hielt er für Parks, öffentliche Gebäude und Infrastruktureinrichtungen frei, allerdings wies Cerdà keine Bereiche für Industrie und Gewerbe aus.
Ökonomisch begründete er seinen Plan mit der Möglichkeit des preiswerten Erwerbs von Agrarland und schlug eine Beteiligung privater Bauherren an den Erschließungskosten vor. Außerdem forschte er auch in Richtung Standardisierung von Bauteilen, um die Konstruktionskosten senken zu können.
Seine Idee einer großzügigen, luft- und lichtdurchlässigen, grünen Stadt wurde allerdings von Anfang an nicht umgesetzt. Bodenspekulation führte zu viel höheren Bebauungsdichten als vorgesehen; die grünen Innenhöfe blieben Vision – ganz ähnlich wie bei dem in Berlin (teilweise) umgesetzten Hobrecht-Plan. Bei den Einwohnern Barcelonas wurde die Stadterweiterung wegen ihrer geraden Linien und ihrer Gleichförmigkeit zunächst wenig geschätzt, und in Europa orientieren sich die Städtebauer eher an den Umgestaltungen, die Georges Haussmann in Paris durchführte.
Bekannte Gebäude des Stadtbezirks sind die Casa Milà und die Casa Batlló am Passeig de Gràcia von Antoni Gaudí. Sie gehören zum UNESCO-Weltkulturerbe.

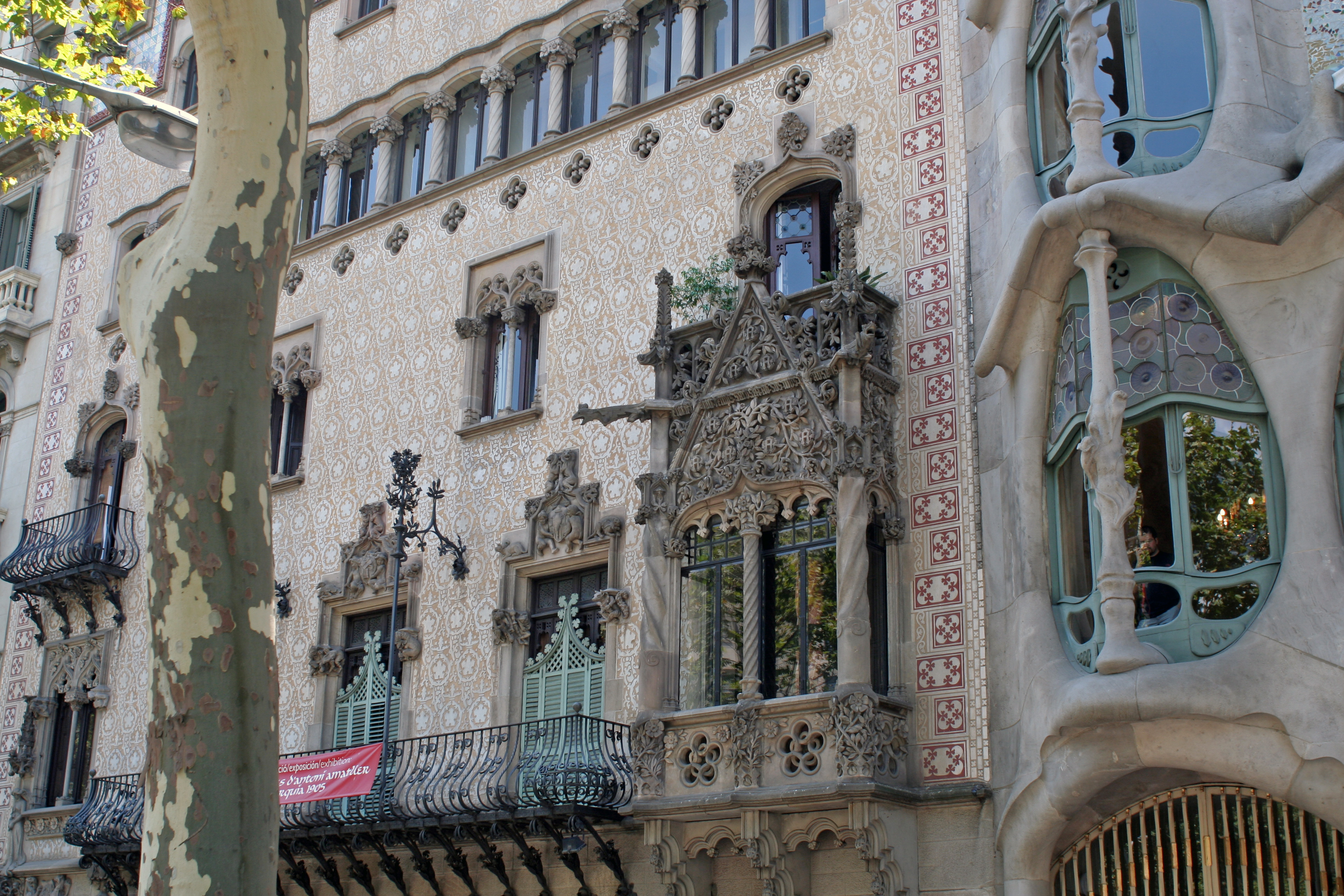
Passeig de Gràcia mit Casa Amatller und Casa Batlló (rechts)